# Kukunjevac
Kukunjevac – wieś w Chorwacji, w żupanii pożedzko-slawońskiej, w mieście Lipik. W 2011 roku liczyła 233 mieszkańców.